# Z1 (computer)
Lo Z1 era un computer meccanico, inventato da Konrad Zuse nel 1936 ed entrato nella storia dell'informatica. Era un calcolatore meccanico binario ad azionamento elettrico, con limitate possibilità di programmazione. L'input e l'output avvenivano tramite nastri perforati di celluloide.
La macchina era solamente in grado di compiere somme e sottrazioni fra valori in virgola mobile di 22 bit ciascuno (word), e comprendeva una logica di controllo che lo rendeva capace di effettuare operazioni anche più complesse, come moltiplicazioni (mediante la ripetizione di addizioni) e divisioni (ripetizioni di sottrazioni). L'ISA della macchina era formato da nove operazioni e il CPI del sistema variava tra 1 e 20.
Il computer aveva poi una memoria di 64 parole in virgola mobile; ogni cella di memoria poteva essere letta o scritta dal programma in esecuzione o dall'unità di controllo. L'unità di memoria meccanica era un progetto inedito e fu brevettata da Konrad Zuse nel 1936. La macchina era capace solamente di eseguire istruzioni di programma lette da schede perforate, dunque non poteva caricare in memoria il programma.
Lo Z1 fu il primo di una serie di computer progettati da Konrad Zuse: lo Z2 e lo Z3 furono i suoi successori, condividendone i concetti di base.

## Specifiche hardware
- Memoria: 176 byte (64 word da 22 bits ciascuna).
- Frequenza del clock: 1 Hz.
- Registri: due registri da 1 word ciascuno.